# Белосельская-Белозерская, Анна Григорьевна
Княгиня Анна Григорьевна Белосельская-Белозерская (урожденная Козицкая; 26 мая 1773—14 февраля 1846) — вторая жена дипломата князя А. М. Белосельского-Белозерского; статс-дама; кавалерственная дама ордена Святой Екатерины (1824) и Ордена Св. Иоанна Иерусалимского большого креста (1808).

## Биография
Младшая из двух дочерей екатерининского статс-секретаря Григория Васильевича Козицкого (1724—1775) от брака с дочерью богатейшего купца-горнопромышленника Екатериной Ивановной Мясниковой (1746—1833). Получила домашнее воспитание и вместе со старшей сестрой Александрой была наследницей своего деда, богатейшего купца-горнопромышленника Ивана Мясникова.
Будучи богатой невестой, вышла замуж за князя Александра Михайловича Белосельского (1752—1809), известного мецената и дипломата, женившегося на ней после смерти свой первой жены. Их свадьба была 2 сентября 1795 года в Москве. «Спесивое родство», замечал мемуарист Вигель, «видело в этом союзе неравный брак, «mesalliance», который, однако, весьма поправил дела князя Белосельского, вернувшегося из-за границы совершенно разоренным». 

Дом Белосельского был одним из первых в Петербурге, и потому его супруга сразу оказалась в высшим свете. Однако, не унаследовав от матери ни ума её, ни умения держать себя в свете, Анна Григорьевна не была любима в обществе, где её находили скучной и чванной. В своих воспоминаниях князь П. Долгорукий писал:
Княгиня Белосельская, родившаяся и проведшая свою жизнь среди пышной роскоши, всегда выглядела принарядившейся горничной и вызывала смех. Кузина князя Белосельского, княгиня Н. П. Голицына, известная своим высокомерием и надменностью, обращалась с ней с едва скрываемым пренебрежением, но была неизменно любезна и приветлива с её матерью, к которой никто не посмел бы проявить неуважения.
 Княгиня Белосельская умела хорошо вести свои дела и занималась устройством купленного у Разумовских заброшенного Крестовского острова, на котором тогда, по словам современника, одного леса было на полмиллиона рублей. С этого времени, с постройкою ею вблизи отремонтированного старого дома и нескольких дач и устройством разных увеселительных приманок, качелей и гор, Крестовский остров стал в начале царствования Александра I модным дачным местом, а княгиня Белосельская, признана всеми за «Lady des Isles». 
В 1797 году княгиня Белосельская купила у И. А. Нарышкина небольшой каменный дом у Аничкова моста. На его месте в 1797—1799 годах она построила первый трёхэтажный дворец в классическом стиле. В своем роскошном дворце Анна Григорьевна устраивала балы и приемы, которые считались одними из первых по роскоши и богатству, а по великолепию их сравнивали с императорскими в Зимнем дворце. Благодаря своему положению, в 1824 году была пожалована в кавалерственные дамы ордена св. Екатерины, а в 1832 году  в статс-дамы. Состояла почетным членом Императорского Вольно-Экономического общества. 
Овдовев, часто жила в Москве, в своем доме, доставшемся ей от матери, на углу Тверской и Козицкого переулка. Большая любительница карт, она пыталась ввести карточную игру во время концертов в Московском Дворянском собрании, но потерпела неудачу. К концу жизни стала похожа на «табачную кубышку», скончалась в феврале 1846 года и была похоронена на Лазаревском кладбище Александро-Невской лавры.

## Дети
От первого брака князь Белосельский имел троих малолетних дочерей: Марию (1787—1857; замужем за Власовым), Наталью (1791—1813; замужем за В. Д. Лаптевым) и Зинаиду (1789—1862; замужем за князем Н. Г. Волконским). Своих падчериц Анна Григорьевна любила и воспитала вместе со своими детьми:
- Эспер Александрович (1802—1846), генерал-майор, в 1823 году по ходатайству матери специальным указом императора Александра I ему было разрешено с потомством носить двойную фамилию Белосельский-Белозерский. С 1831 года был женат на  фрейлине Елене Павловне Бибиковой (1812—1888), падчерице А. Х. Бенкендорфа. Их дети Елизавета, Ольга и Константин.
- Екатерина Александровна (1804—1861), с 1824 года была второй женой генерала от артиллерии И. О. Сухозанета (1788—1861), в браке имели сына Александра и дочь Анну, в замужестве за камергером Н. А. Безобразовым.
- Елизавета Александровна (1805—1824), в 1822 году стала невестой А. И. Чернышева (1786—1857), будущего князя, свадьба состоялась лишь в следующем году, под предлогом «молодости невесты», но, в сущности, когда окончательно прекратились юридические отношения (развод) жениха к первой его жене. Елизавета Александровна скончалась от неудачных родов. Её смерть вызвала всеобщее сожаление в петербургском свете. По отзыву К. Я. Булгакова, она «была мила, умна, скромна, добра»[7].

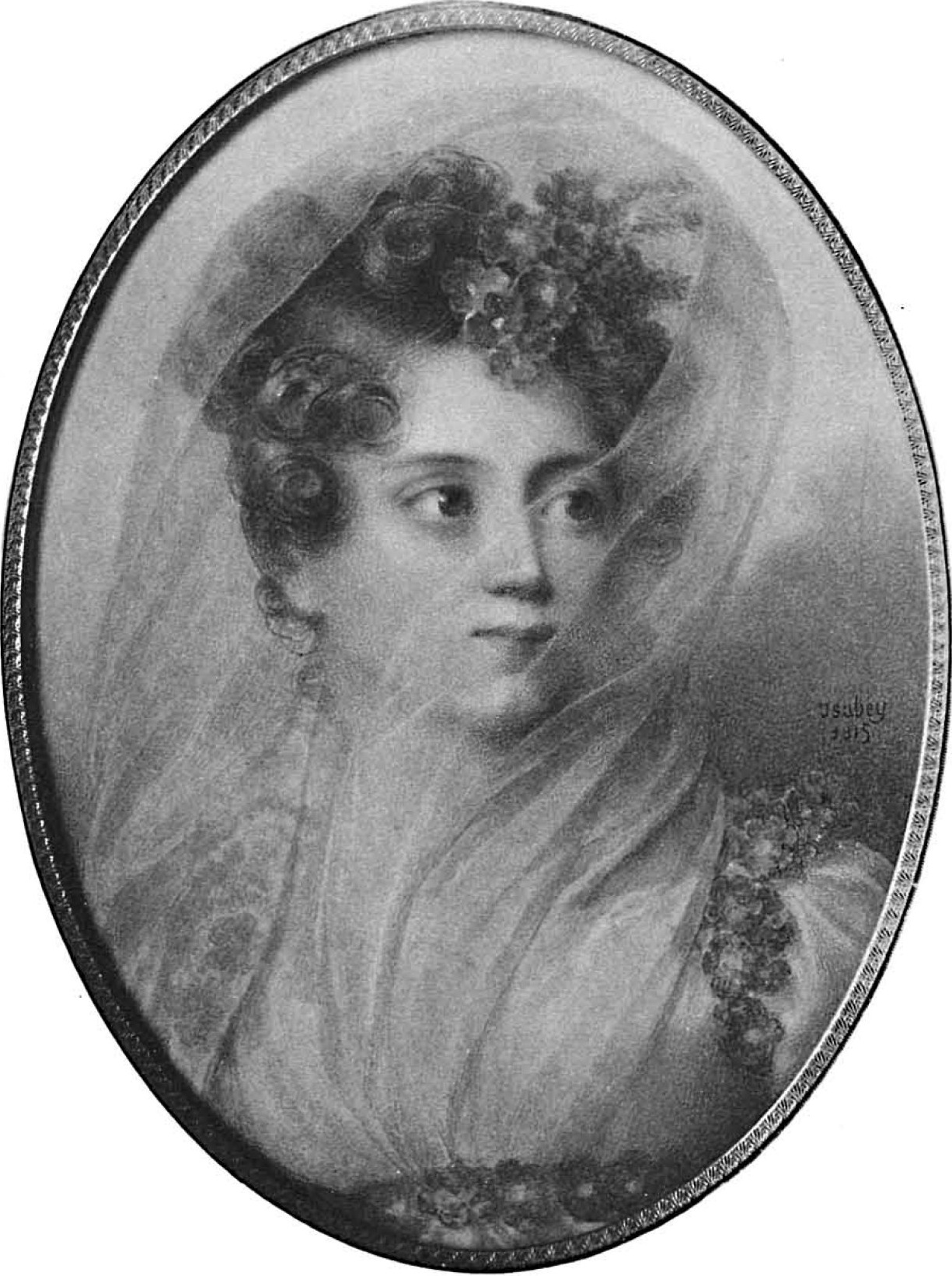
Зинаида Александровна, падчерица
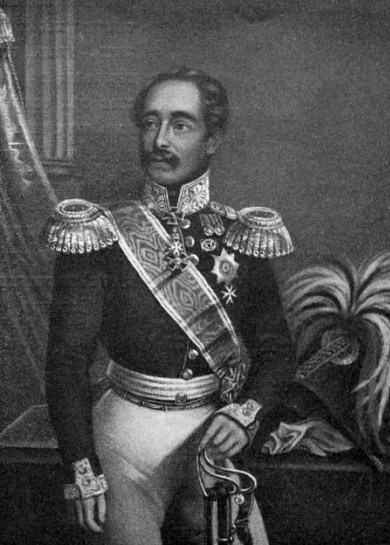
Эспер Александрович, сын
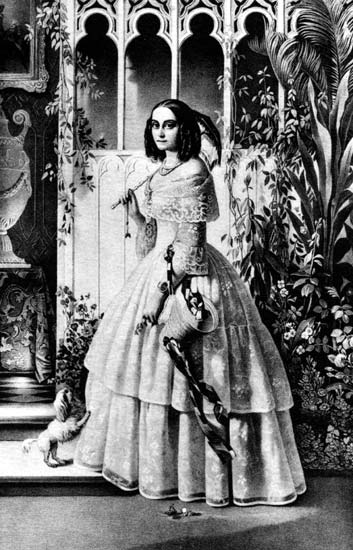
Екатерина Александровна, дочь
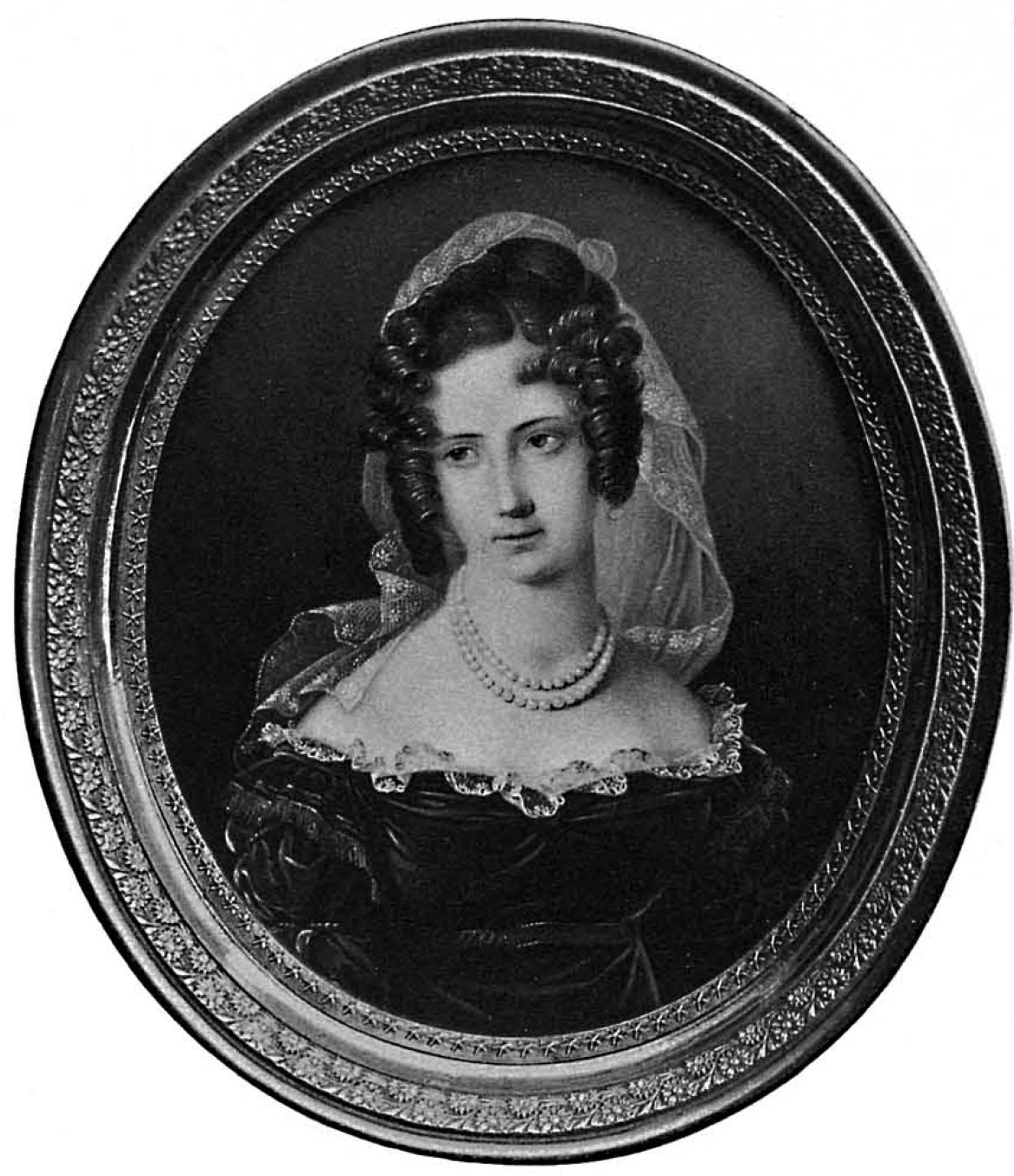
Елизавета Александровна, дочь